# Upper Nyack
Upper Nyack és una població dels Estats Units a l'estat de Nova York. Segons el cens del 2000 tenia 1.863 habitants.

## Demografia
Segons el cens del 2000, Upper Nyack tenia 1.863 habitants, 712 habitatges, i 524 famílies. La densitat de població era de 544,9 habitants per km².
Dels 712 habitatges en un 31,5% hi vivien nens de menys de 18 anys, en un 64,3% hi vivien parelles casades, en un 6,5% dones solteres, i en un 26,4% no eren unitats familiars. En el 21,9% dels habitatges hi vivien persones soles el 9,8% de les quals corresponia a persones de 65 anys o més que vivien soles. El nombre mitjà de persones vivint en cada habitatge era de 2,58 i el nombre mitjà de persones que vivien en cada família era de 3,01.
Per edats la població es repartia de la següent manera: un 22,1% tenia menys de 18 anys, un 4,1% entre 18 i 24, un 24,2% entre 25 i 44, un 33,9% de 45 a 60 i un 15,6% 65 anys o més.
L'edat mediana era de 45 anys. Per cada 100 dones de 18 o més anys hi havia 86,3 homes.
La renda mediana per habitatge era de 91.156 $ i la renda mediana per família de 103.049 $. Els homes tenien una renda mediana de 66.607 $ mentre que les dones 41.406 $. La renda per capita de la població era de 52.368 $. Entorn del 2,4% de les famílies i el 3,4% de la població estaven per davall del llindar de pobresa.